# Hugh Latimer Dryden
Hugh Latimer Dryden (2 de juliol de 1898 – 2 de desembre de 1965) va ser un científic aeronàutic i funcionari nord-americà, Administrador Delegat de la NASA des del 19 d'agost de 1958 fins a la seva mort.

## Biografia
Dryden va néixer a Pocomoke City, Maryland, fill de Samuel Isaac i de Nova Hill Culver Dryden, que van prendre el nom d'un popular clergue metodista local. Durant el pànic financer de 1907, el seu pare va perdre el seu treball i la família es va traslladar a Baltimore, Maryland.
Com a estudiant, Dryden va destacar en matemàtiques. Va estudiar en el Baltimore City College, i amb 14 anys va ser l'estudiant més jove a graduar-se en aquella escola. Va rebre el Premi Peabody a l'excel·lència en matemàtiques. Amb una beca, va ser admès en la Universitat Johns Hopkins, graduant-se amb honors en tan sols tres anys. Va obtenir el seu doctorat en físicas el 1916. El seu tesi es titulava, "Airplanes: An Introduction to the Physical Principles Embodied in their Usi" (Avions: Una Introducció als Principis Físics Involucrats en el seu Ús).
En 1918, Dryden es va incorporar al Institut Nacional d'Estàndards i Tecnologia, convertint-se en inspector de mesures. Amb l'ajuda i influència de Dr. Joseph Sweetman Ames, va obtenir el seu trasllat a la divisió del Túnel del Vent de l'agència, i va començar a rebre cursos de llicenciatura de dinàmica de fluids per completar el seu doctorat. En 1919, amb  20 anys, va obtenir el seu grau en físiques i matemàtiques de la Universitat Johns Hopkins, sent la persona més jove fins llavors a rebre un doctorat d'aquella institució. La seva tesi versava sobre les "Air Forces on Circular Cylinders" (Forces de l'Aire en Cilindres Circulars).
En 1920 va ser nomenat director de la Divisió d'Aerodinàmica de l'Agència Nacional d'Estàndards, una secció recentment creada. Col·laborant amb el Dr. Lyman James Briggs, va intervenir en estudis sobre els alerones en apropar-se a la velocitat del so. També va investigar de forma pionera en aerodinàmica els problemes del flux d'aire, de la turbulència, i especialment del fenomen de la capa límit. El seu treball va contribuir al disseny de les ales de l'avió de caça P-51 Mustang, així com d'una altra aeronau construïda durant la Segona Guerra Mundial.
Cap a 1934, Dryden va ser nomenat cap de l'oficina de la Divisió Mecànica i del So, i el 1939 va ser designat membre del Comitè Assessor Aeronàutic Nacional (NACA).
Amb l'inici de la Segona Guerra Mundial, va actuar com a conseller de les Forces Aèries, dirigint el desenvolupament de la "Bat", una bomba teledirigida per radar reeixidament emprada en combat per enfonsar un destructor japonès a l'abril de 1945.
Després de la guerra, Dryden va ser nomenat Director d'Investigació Aeronàutica del Comitè Assessor Aeronàutic Nacional (NACA) el 1946, on va supervisar el desenvolupament del North American X-15, un avió coet utilitzat per a proves i investigació. També va establir programes per al disseny d'una aeronau V/STOL, i va estudiar el problema del reingrés de naus en l'atmosfera.
Va exercir el càrrec de Director de la NACA (la institució predecessora de la NASA) des de 1947 fins a octubre de 1958. També va intervenir en nombrosos comitès assessoris del Govern, inclòs el Comitè Assessor Científic al President. Entre 1941 i 1956 va ser editor del "Journal of the Institute of the Aeronautical Sciences" (Revista de l'Institut de les Ciències Aeronàutiques). Després que la NACA es convertís en la NASA, va ser nomenat el seu sotsdirector, càrrec que va conservar fins a la seva mort.
Va morir com a conseqüència d'un càncer el 2 de desembre de 1965.
Michael Gorn, historiador cap del Centre Dryden d'Investigacions de Vol de la NASA, va descriure a Dryden com un home tranquil, reservat, humil i diligent. Pacient, bon professor, i eficaç col·laborant amb els altres. També va ser metodista devot, la qual cosa va reforçar la seva aversió a l'autopromoció. Va exercir com a ministre laic de la seva confessió durant tota la seva vida d'adult. Va estar casat amb Mary Libbie Travers, amb qui va tenir quatre fills.
El novel·lista Tom Wolfe va escriure en 2009, en el 40è aniversari del llançament de l'Apol·lo 11, reconeixent a Dryden per haver estat la persona que va aconseguir (amb el President John F. Kennedy) llançar el programa Apol·lo a l'abril de 1961, i va suggerir que el vol tripulat a la lluna va ser la manera de "aconseguir" als Soviètics en la carrera espacial. Wolfe descriu al President Kennedy com "terriblement preocupat" quan es va reunir amb James E. Webb, l'administrador de NASA, i amb Dryden, el seu delegat, amb el president acorralat pel lideratge soviètic a l'espai que havia començat el 1957 amb el Sputnik 1, i que en aquell mes el 1961 havien ampliat en aconseguir Iuri Gagarin el primer vol orbital a la Terra tripulat. Un mes després de la reunió amb Webb i Dryden, el President Kennedy va anunciar el Projecte Manhattan, que el seu objectiu era enviar un home a la lluna abans de 10 anys, objectiu que l'Apol·lo 11 finalment va aconseguir. Segons Wolfe., el President no va reconèixer degudament la contribució de Dryden per fixar aquest objectiu.
També va ser membre fundador de l'Acadèmia Nacional d'Enginyeria dels Estats Units.
L'actor George Bartenieff va interpretar a Dryden en la minisèrie de televisió De la Terra a la Lluna el 1998.

## Reconeixements i honors
- El Certificat al Mèrit Presidencial.
- Medalla Daniel Guggenheim, 1950.
- Trofeu Commemoratiu Germans Wright, 1956.
- Sala Universitària de la Fama de la Ciutat de Baltimore, 1958.
- Premi a la Carrera de Servei de la Lliga de Servei Civil Nacional, 1958.
- Medalla Elliott Cresson de l'Institut Franklin, 1960.
- Medalla d'Or Langley del Institut Smithsoniano, 1962.
- Medalla Nacional de Ciències en Enginyeria, 1965.[3]
- Membre del Saló de la Fama del Museu d'Història Espacial de Nou Mèxic el 1969.
- Setze doctorats honoraris.
- Membre de l'Associació Nord-americana per a l'Avanç de la Ciència.
- Membre de l'Acadèmia Nacional de Ciències dels Estats Units.
- Membre Fundador de l'Acadèmia Nacional d'Enginyeria.
- El Centre d'Investigació de Vol de la NASA va ser rebatejat com Centre Dryden d'Investigacions de Vol el 26 de març de 1976, encara que l'1 de març de 2014 quan el nom va ser canviat de nou, cridant-se des de llavors "Centre Neil A. Armstrong d'Investigació de Vol".
- El cràter lunar Dryden porta aquest nom en el seu honor.
- La Zona de Proves Aeronàutiques Occidental en les instal·lacions de la NASA va rebre el nom de "Hugh L. Dryden Aeronautical Test Range".[4]